# Novena Avenida Suroeste
La 9.ª Avenida Suroeste es una arteria vial norte–sur localizada en Managua, Nicaragua, que conecta desde la recientemente nombrada Pista Gaza (antiguamente Dupla Norte) hasta la intersección con la Pista Suburbana.

## Trazado
Empieza al norte en la intersección con la Pista Gaza, luego recorre hacia el sur cruzando la Calle Colón, pasa por la 10.ª Calle Suroeste, atraviesa la Pista Juan Pablo II y finalmente termina en la confluencia con la Pista Suburbana.

## Intersecciones destacadas
- Pista Gaza
- Calle Colón (Managua)
- 10.ª Calle Suroeste
- Pista Juan Pablo II
- Pista Suburbana

## Barrios que atraviesa
- San Sebastián
- Recreo Norte
- Domitila Lugo
- Altagracia

## Puntos de interés cercanos
- Colegio Americano de Managua (Histórico)
- Mercado Roberto Huembes
- Parque San Sebastián (Managua)

## Coordenadas
12°7′6″N 86°15′50″O / 12.11833, -86.26389